# Machimus dubius
Machimus dubius là một loài ruồi trong họ Asilidae. Machimus dubius được Ricardo miêu tả năm 1919. Loài này phân bố ở miền Ấn Độ - Mã Lai.